# Koorawatha
Koorawatha – miasto w Australii, w stanie Nowa Południowa Walia.